# Lawrence Kohlberg
Lawrence Kohlberg (* 25. Oktober 1927 in Bronxville, New York; † 19. Januar 1987 in Winthrop, Massachusetts) war ein US-amerikanischer Psychologe und Professor für Erziehungswissenschaft an der Harvard University School of Education. Kohlberg begründete eine Theorie, die die moralische Entwicklung von Menschen in Stufen einteilt, die Stufentheorie der Moralentwicklung.

## Leben
1927 wurde Lawrence Kohlberg als viertes Kind einer jüdischen Familie in einem Vorort von New York geboren. Er war das jüngste von vier Kindern von Alfred Kohlberg (1887–1967), einem jüdischen deutschen Unternehmer, und seiner zweiten Frau, Charlotte Dora Kohlberg, geborene Albrecht, einer protestantischen deutschen Chemikerin. Charlotte Albrecht war Kohlbergs sen. zweite Ehefrau. Als sich das Paar 1932 nach elfjähriger Ehe scheiden ließ, musste jedes der Kinder per Gerichtsbeschluss wählen, bei welchem Elternteil es leben wollte. Die beiden jüngeren Kinder wählten ihren Vater, die älteren ihre Mutter.
Er verbrachte seine High-School-Zeit an der renommierten Phillips Academy in Andover, in der er nahezu die gesamte Zeit wegen unterschiedlicher Vergehen gegen die Schulordnung unter Bewährung stand. Nach seinem Abschluss 1945 musste er als Wehrdienstleistender in der Handelsmarine ins vom Krieg gezeichnete Europa. Er heuerte als Maschinist auf einem Schiff an, das jüdische Flüchtlinge aus Rumänien durch die britische Blockade nach Palästina brachte. Das Schiff wurde mit Waffeneinsatz eingenommen und Kohlberg in einem Gefängnis auf Zypern interniert (Operation Oasis). Kohlberg konnte der britische Gefangenschaft mit seinen Crewmitgliedern entfliehen.
1948 befand er sich während der Kämpfe der Hagana zur Gründung des Staates Israel im britischen Mandatsgebiet Palästina, weigerte sich jedoch, daran teilzunehmen und konzentrierte sich auf gewaltfreie Formen des Aktivismus. Nach seiner Befreiung lebte er eine Zeit lang in einem Kibbuz in Palästina, kehrte dann in die Vereinigten Staaten zurück und begann, an der University of Chicago Psychologie zu studieren. Wegen überragender Leistungen erhielt er bereits nach einem Jahr den Bachelor. Während eines Praktikums in einer Psychiatrie erlebte Kohlberg mit Entsetzen, wie ein Chefarzt einer ‚aufsässigen‘ Patientin Elektroschocks verabreichte.
1958 verfasste Kohlberg seine Dissertation über „Die moralische Entwicklung des Menschen“ und erweiterte damit die Theorie der kognitiven Entwicklung von Jean Piaget. Bei Kohlberg ist der Prozess der Moralentwicklung nicht mit einem bestimmten Lebensalter abgeschlossen, sondern kann sich ein Leben lang hinziehen. Die in seinem Modell höchste Entwicklungsstufe – die Begründung moralischen Handelns durch universelle Prinzipien – ist dabei als hypothetisches Ziel zu sehen, das nur von wenigen Menschen erreicht wird.
Von 1968 bis 1987 war Kohlberg Professor für Erziehungswissenschaften an der Harvard University und leitete das von ihm gegründete Zentrum für moralische Entwicklung und Erziehung.
Während eines Aufenthaltes in Belize 1971 infizierte er sich mit Lamblien und litt seitdem an den Folgen des Parasitenbefalls. Nach einem Krankenhausaufenthalt fuhr Lawrence Kohlberg am 19. Januar 1987 mit seinem Auto nach Winthrop in der Nähe von Boston. Am Strand des Ortes beging er Suizid, indem er sich in den Atlantischen Ozean stürzte.

## Die Stufen der Moralentwicklung
Laut Kohlberg durchläuft der Mensch in seiner Moralentwicklung verschiedene charakteristische Stadien. Grundsätzlich lässt sich ein Zusammenhang zwischen Lebensalter und Grad der Moralentwicklung beobachten, auch zwischen Menschen ähnlichen Alters können jedoch bisweilen gravierende Reifeunterschiede bestehen. Die Stadien lassen sich nur in der im Folgenden geschilderten Reihenfolge durchlaufen, der „Rückfall“ in eine vorherige Stufe kommt normalerweise nicht vor.
I Präkonventionelles Stadium
Wenn Menschen geboren werden, dann kennen sie die Regeln dieser Welt noch nicht. Sie lernen erst mit der Zeit, welche Gesetze und welche Gesetzmäßigkeiten bzw. gesellschaftlichen Regeln in der Gesellschaft vorhanden sind. Wenn Kinder geboren werden, gilt die Mutter als hauptsächliche Bezugsperson, die das Kind durch Belohnen und Bestrafen darauf hinweist, welches Verhalten gut und schlecht ist. Auf dieser Stufe erfahren die Kinder über Belohnen und Bestrafen, was gut und schlecht ist.
Stufe 1: Die Orientierung an Bestrafung und Gehorsam.
Ob eine Handlung gut oder böse ist, hängt ab von ihren physischen Konsequenzen und nicht von der sozialen Bedeutung bzw. Bewertung dieser Konsequenzen. Vermeidung von Strafe und nicht hinterfragte Unterordnung unter Macht gelten als Werte an sich, nicht vermittelt durch eine tiefer liegende, durch Strafe und Autorität gestützte Moralordnung.
Kinder entwickeln zwar im zweiten Stadium Grundzüge von Fairness, Sinn für gerechte Verteilung, aber sie sehen dabei immer ihren eigenen Vorteil als wesentlich an. Im Unterschied zum ersten Stadium treten Kinder mit ihrer Umwelt viel stärker in Beziehung.
Stufe 2: Die instrumentell-relativistische Orientierung.
Eine richtige Handlung zeichnet sich dadurch aus, dass sie die eigenen Bedürfnisse – bisweilen auch die Bedürfnisse Anderer – instrumentell befriedigt. Zwischenmenschliche Beziehungen erscheinen als Markt-Beziehungen. Grundzüge von Fairness, Gegenseitigkeit, Sinn für gerechte Verteilung sind zwar vorhanden, (sie) werden aber stets physisch oder pragmatisch interpretiert. Gegenseitigkeit ist eine Frage von „eine Hand wäscht die andere“, nicht von Loyalität oder Gerechtigkeit.
II Konventionelles Stadium
Auf dieser Stufe befinden sich die meisten Jugendlichen und Erwachsenen. Menschen auf dieser Stufe richten ihr Verhalten ausschließlich nach den Regeln ihrer Umwelt. Anerkennung erfahren diese Gesellschaftsmitglieder, wenn sie „nett“ sind, weil sie die Verhaltensregeln einhalten. Während der Bezugsrahmen in den ersten beiden Stadien das unmittelbare Umfeld in unterschiedlicher Ausprägung ist, welches den Rahmen für Verhaltensweisen auf der körperlichen Ebene vorgibt, werden in dieser Stufe die gesellschaftlichen Regeln verinnerlicht und gelebt.
Viele Jugendliche und Erwachsene, die sich überwiegend im 3. Stadium befinden, nehmen häufig bewusst gar nicht wahr, dass sie die Regeln der Gesellschaft leben, ohne sich jemals ein eigenes Urteil gebildet zu haben. Die Zustimmung der Umwelt stellt Dreh- und Angelpunkt der persönlichen Verhaltensweisen dar. Ein bewusstes Hinterfragen von Sinn und Zweck wird nicht angestrebt.
Stufe 3: Orientierung an personengebundener Zustimmung oder „guter Junge / nettes Mädchen“-Modell.
Richtiges Verhalten ist, was Anderen gefällt oder hilft und ihre Zustimmung findet.
Diese Stufe ist gekennzeichnet durch ein hohes Maß an Konformität gegenüber stereotypen Vorstellungen von mehrheitlich für richtig befundenem oder „natürlichem“ Verhalten. Häufig wird Verhalten nach der Absicht beurteilt: „Er meint es gut“ wird zum ersten Mal wichtig. Man findet Zustimmung, wenn man „nett“ ist.
Der Orientierungsrahmen wird schrittweise erweitert, so dass nicht mehr das persönliche Umfeld als Gradmesser des Verhaltens gilt, sondern die gesellschaftliche Ordnung. Demzufolge bedeutet richtiges Verhalten, seine Pflicht in diesem Rahmen zu tun. Es gilt die Denkmuster insofern zu fördern, als Fragestellungen als Untersuchungsgegenstand gelten, welche ein vernetztes Denken zwangsläufig voraussetzen. Sobald der Übergang von dem dritten zum vierten Stadium geschafft wird, kann politisches Denken nachhaltig entwickelt werden. Erst ab dem vierten Stadium sind Menschen in der Lage, andere Interessen und Lebenswelten zu erkennen und sie gedanklich im Sinne eines Interessenausgleichs zu bearbeiten.
Stufe 4: Orientierung an Recht und Ordnung. Autorität, festgelegte Regeln und die Aufrechterhaltung der sozialen Ordnung bilden den Orientierungsrahmen.
„Richtiges Verhalten heißt, seine Pflicht (zu) tun, Autorität (zu) respektieren und für die gegebene Ordnung um ihrer selbst willen ein(zu)treten.“ (ebenda)
III Postkonventionelles Stadium
Im postkonventionelles Stadium werden erstmals gesellschaftliche Regeln infrage gestellt, das heißt, dass Regeln erst nach einer kritischen Prüfung teilweise und ganz akzeptiert werden.
Die Umsetzung des Beutelsbacher Konsenses, nach dem Schüler an der Entwicklung von Urteilsfähigkeit keineswegs gehindert werden dürfen, sondern ebendiese entwickeln müssen, um die vorhandenen Kontroversitäten in Wissenschaft und Gesellschaft entsprechend einordnen zu können, ist wesentlich.
Stufe 5: Die legalistische oder Sozialvertragsorientierung. Im Allgemeinen mit utilitaristischen Zügen verbunden.
Die Richtigkeit einer Handlung bemisst sich tendenziell nach allgemeinen individuellen Rechten und Standards, die nach kritischer Prüfung von der gesamten Gesellschaft getragen werden.
Menschen erkennen, dass ihre persönliche Sichtweise von Sichtweisen Anderer abweicht. Gleichzeitig gelangen sie zu dem Urteil, dass andere Sichtweisen auch richtig sein können. Der Standpunkt ist für die Einschätzung eines Sachverhaltes wichtig. Auf dieser Grundlage werden auf diese Weise die eigene Einstellung verändert und die eigenen Wissensbestände nachhaltig erweitert.
Menschen in dieser Stufe verfügen notwendigerweise über ein umfangreiches Maß an Bildung, welches sich sowohl auf Unterrichtsinhalte der Schule als auch auf allgemeine Grundsätze des Lebens beziehen.
Solche Menschen sind am ehesten in der Lage, sich politisch für das Allgemeinwohl einzusetzen, da sie verschiedene moralische Prinzipien abzuwägen wissen. Sie können auf dieser Grundlage einen guten gesamtgesellschaftlichen Austausch erreichen.
Man ist sich der Relativität persönlicher Werthaltungen und Meinungen deutlich bewusst und legt dementsprechend Wert auf Verfahrensregeln zur Konsensfindung. Abgesehen von konstitutionellen und demokratischen Übereinkünften ist Recht eine Frage persönlicher Wertsetzungen und Meinungen. Das Ergebnis ist eine Betonung des legalistischen Standpunktes, wobei jedoch die Möglichkeit von Gesetzesänderung auf Grund rationaler Reflexion sozialen Nutzens nicht ausgeschlossen ist.
Außerhalb des gesetzlich festgelegten Bereichs basieren Verpflichtungen auf freier Übereinkunft und Verträgen.
Gesellschaftsmitglieder, die diese Moralhaltung umsetzen wollen, vertreten unter Umständen in manchen gesellschaftlichen Zusammenhängen als einzige diese moralische Haltung des Abwägens und des kritischen Prüfens.
Stufe 6: Orientierung an allgemeingültigen ethischen Prinzipien.
Auf dieser höchsten Stufe wird das eigene Verhalten an allgemeingültigen ethischen Prinzipien gemessen.
Das Recht wird definiert durch eine bewusste Entscheidung in Übereinstimmung mit selbst gewählten ethischen Prinzipien unter Berufung auf umfassende logische Extension, Universalität und Konsistenz. Diese Prinzipien sind abstrakt und ethischer Natur (der Kategorische Imperativ), nicht konkrete Moralregeln wie etwa die Zehn Gebote. Im Kern handelt es sich um universelle Prinzipien der Gerechtigkeit, der Gegenseitigkeit und Gleichheit der Menschenrechte und des Respekts vor der Würde des Menschen als individuelle Person.
Die Entwicklung dieses letzten Stadiums setzt die Fähigkeit zur Selbstdistanzierung und zur Urteilsfähigkeit voraus. Dabei ist anzumerken, dass sich die beiden erwähnten Fähigkeiten entwickeln, wenn Menschen sich schwierigen moralischen Fragen (Dilemmasituationen) stellen.

## Verhältnisbestimmung zwischen Politik und Moral
Moralentwicklung und politische Mündigkeit stehen in einem Verhältnis zueinander. Während Kinder, Jugendliche und Erwachsene auf den ersten drei Stufen kein Verständnis von Politik entwickeln können, weil ihnen der Blick für die Interessen der gesamten Gesellschaft fehlt, können Erwachsene ab der vierten Stufe moralische Urteile auf der Grundlage einer kritischen Prüfung treffen. Ab der fünften Stufe gründen sich politische Urteile auf höhere Prinzipien.
Politisches Verständnis setzt – wie bereits angedeutet – das Verständnis von Gesellschaft voraus. Im folgenden Stufenmodell der Moral wird auf allen Stufen zwischen der personalen und der interpersonalen Ebene unterschieden. Erst muss ein Gesellschaftsmitglied seine Interessen verstehen, bestimmen und durchsetzen wollen, bevor es in die Lage versetzt wird, die Interessen anderer einzubeziehen.
Menschen, die in einer Gemeinschaft zusammenleben, müssen immer wieder zwischen den eigenen Interessen und den Interessen anderer abwägen. Wenn Menschen zu der Einsicht gelangen, dass sie einerseits den eigenen Interessen dienen, indem sie andererseits den Interessen der Anderen dienen, dann kann sich die volle Leistungsfähigkeit einer Gesellschaft und Gerechtigkeit im gleichen Zusammenhang entfalten.

## Emotionale und kognitive Entwicklung
Dieses Stufenmodell beschreibt die kognitive Entwicklung, nicht jedoch zwangsläufig die emotionale oder die Entwicklung des Handelns. Wissen wird nicht unbedingt in Handeln umgesetzt. Nach Kohlberg ist es nicht möglich, Stufen zu überspringen oder auszulassen. Denken auf einer höheren Stufe schließt Denken auf der darunterliegenden jedoch nicht aus (hierarchische Integration). Niemand kann eine moralische Stufe überhaupt nur als sinnvoll erfassen, die um mehr als eine Stufe höher liegt als die, die man gerade erreicht hat. Mit 16 Jahren sind die meisten Menschen heute auf Stufe 4 angelangt, etwa 25 % erreichen im Laufe ihres Lebens die Stufe 5. Das Erreichen höherer Stufen ermöglicht es nach Kohlberg, komplizierte ethische Probleme erfolgreicher zu lösen. Aufgaben, in denen Problemsituationen besprochen werden, haben sich darum als sehr erfolgreich für die Schulung erwiesen. Zur moralischen Entwicklung ist Kohlberg zufolge die Auseinandersetzung mit Dilemmata notwendig. Das höchste Ziel der Entwicklung sei die universale Gerechtigkeit und eine majorisierende Äquilibration (dominierenden Selbstregulierung).
In weiteren Forschungen wurde die universelle Gültigkeit dieser Abläufe bei allen Völkern und zu allen Zeiten angeblich nachgewiesen, was jedoch von anderen Autoren bestritten wird. Von feministischer Seite wurde die Aussage kritisiert, dass die moralische Entwicklung von Frauen wegen ihrer stärkeren Beziehungsorientierung meist auf Stufe 3 stehenbleibe.

## Moralisches Urteilen vs. moralisches Handeln
Wer moralisch urteilt, handelt nicht automatisch moralisch. Moralisches Urteilen ist jedoch eine Grundvoraussetzung für moralisches Handeln. Krebs und Kohlberg (1987) zeigten in einer Studie, dass moralisches Handeln maßgeblich von moralischer Urteilsbildung abhängt. Probanden, die sich auf einer höheren Stufe des kohlbergschen Stufenmodells befanden, handelten überproportional häufiger „moralisch“, als Probanden, die sich auf einer niedrigeren Stufe befanden.

## Schriften
- Zur kognitiven Entwicklung des Kindes. Drei Aufsätze., 470 Seiten, Frankfurt am Main 1982, ISBN 3-518-06388-X
- Die Psychologie der Moralentwicklung, 564 Seiten, Frankfurt am Main 1996, ISBN 3-518-28832-6
- Die Psychologie der Lebensspanne, 345 Seiten, Frankfurt am Main 2000, ISBN 3-518-58286-0
- Das moralische Urteil: Der kognitionszentrierte entwicklungspsychologische Ansatz, mit Ann Colby in H. Bertram (Hrsg.): Gesellschaftlicher Zwang und moralische Autonomie (S. 130–162). Frankfurt/M.: Suhrkamp 1986.